# Messenischer Golf
Der Messenische Golf (griechisch Μεσσηνιακός Κόλπος Messiniakos Kolpos) liegt im südöstlichen Ionischen Meer und trennt die beiden westlichen Finger des Peloponnes, Messenien und Mani. Das nördliche Ende ist mit den Städten Kalamata und Messini relativ dicht besiedelt, ebenso die Westseite, die mit vielen Sandstränden Touristen lockt.  Die östliche Küste ist geprägt von den südlichen Ausläufern des Taygetos-Gebirges und fällt vielerorts steil ins Meer ab. Entsprechend unzugänglich und karg ist dieser Küstenabschnitt, an dem nur wenige größere Orte liegen, wie Kardamyli, Stoupa und Areopoli bzw. dessen Hafen Limeni. Größter Zufluss dieses Meeresgebietes ist der Pamisos, der bei Kalamata ins Meer mündet.